# Enric Bages Codinach
Enric Bages Codinach (Reus, 16 de juny de 1844 - 18 d'octubre de 1901) va ser un pedagog català.
Fill de l'impressor Salvador Bages, va fer les primeres lletres i el batxillerat a Reus i el 1862 va ingressar a l'Escola Normal de Tarragona, on va cursar la carrera de mestre d'ensenyament superior, i el 1865 va anar a Madrid per a cursar el grau corresponent a la Central de Mestres. El 1866 era professor a l'Escola Normal de Tarragona. Es va presentar a unes oposicions per una plaça a Reus a l'escola pública elemental, que va guanyar amb el número 1, "a pesar de sus ideas políticas que tanto le perjudicaban", diu el periòdic reusenc Las Circunstancias. Va ser professor i després director de l'escola durant 35 anys, fins a la seva mort. Durant la seva estada a Madrid va conèixer mestres i pedagogs que treballaven en el camp de la innovació pedagògica i en la investigació, i des del 1867 col·laborà a La Idea: revista semanal de instrucción pública, que sortia a la capital de l'estat, i també a una altra publicació, La Clase, que tenien una gran credibilitat professional. El 1873 l'ajuntament de Reus el va nomenar mestre de l'escola gratuïta d'adults, però va saber que si en prenia possessió havia de cessar el titular anterior, Rafael Palau, que havia estat un dels fundadors d'aquella escola, i va renunciar al càrrec. El 1876 va fundar la Asociación de Maestros Públicos del partido de Reus, una entitat d'intercanvi d'opinions i també una mútua per a ajudar els aturats i als orfes dels mestres. El 1890 va ser nomenat president d'aquesta entitat. El 1882 va ser nomenat per la Junta provincial d'Instrucció Pública delegat dels mestres de la província al Primer Congrés Pedagògic que se celebrava a Madrid. El 1991, per dimissió de l'anterior president i com a vicepresident que era, va ser president interí del Centre de Lectura. Una assemblea extraordinària l'elegí president, càrrec que va mantenir fins al 1993. El mateix 1991 va ser membre del jurat del Certamen que el Centre de Lectura va convocar amb motiu de la inauguració del monument al general Prim.